# Michel Meslin
Pour les articles homonymes, voir Meslin (homonymie).
Michel Meslin, né le 29 septembre 1926 à Paris et mort le 12 avril 2010 dans la même ville,, est un universitaire français, historien des religions.

## Biographie

### Carrière
Agrégé d'histoire (1953), docteur ès lettres (1967), historien des religions et spécialiste d'anthropologie religieuse, il était professeur émérite de l'université de Paris-Sorbonne, dont il avait été le président (1989-1993).
Il a été le directeur de l’Institut d’histoire de l’université de Paris-Sorbonne (1975-1982), et a également fondé et dirigé l'IRER (Institut de recherche pour l'étude des religions).
Il a été professeur invité aux universités Laval de Québec, de Montréal, de Fribourg, de Lausanne, de Chicago, de Madrid et de Mexico.
Michel Meslin a écrit une douzaine d’ouvrages et plus de 300 articles dans des revues spécialisées. Son œuvre s’inscrit dans une perspective anthropologique de l’étude du fait religieux, qui, seule, permet la compréhension d’un sacré vécu par l’homme dans la diversité de ses cultures.
Dans Pour une science des religions (1973), ouvrage devenu classique, il tente de définir les modes d'analyse scientifique du sacré et de délimiter le champ d'une véritable anthropologie religieuse :

« L'armature essentielle de la science des religions est donc, nécessairement, une anthropologie religieuse qui tend à dépasser la simple description dans le temps et l'espace, pour étudier les comportements humains en face du sacré. Si l'on définit le phénomène religieux comme l'expression d'une plénitude humaine, tant collective qu'individuelle, il est bien évident que toute anthropologie doit accorder une place essentielle à la dimension religieuse de l'homme. »

— Michel Meslin, in Pour une science des religions

« En affirmant que le sacré apparaît, au terme de ces différentes analyses, comme un élément de la structure même de l'homme, et non pas comme une étape dans son histoire mentale, nous n'impliquons aucun jugement de valeur sur la vérité ou la fausseté de la religion. Nous constatons simplement que, même dans le cas où l'on conteste le plus les modes d'expression du sacré, celui-ci demeure cependant comme une exigence fondamentale de l'homme »

— Michel Meslin, in Pour une science des religions

### Autres
Michel Meslin a également exercé les fonctions suivantes :
- Secrétaire général de l’Institut scientifique franco-canadien (1961-1968),
- Membre, Vice-président puis Président de la Société française pour l’histoire des religions (Société Ernest Renan) (1970-1995)
- Membre du comité international de l’Association internationale d’histoire des religions (1975-1989)
- Directeur de l'Institut de recherches pour l'étude des religions (1995-2004)
- Président de l'Institut Marc Sangnier (1995-2009).

## Publications principales
- Les Ariens d'Occident, Paris, Le Seuil, 1967.  — Thèse principale pour le doctorat ès lettres.
- La fête des kalendes de janvier dans l'Empire romain : étude d'un rituel de Nouvel An, Bruxelles, Latomus, 1970.  — Thèse secondaire pour le doctorat ès lettres.
- Le christianisme dans l'Empire romain, Paris, Presses universitaires de France, 1970.
- Pour une science des religions, Paris, Le Seuil, 1973.
- L'homme romain des origines au Ier siècle de notre ère : essai d'anthropologie, Paris, Hachette, 1978.
- Histoire de l'Église par elle-même, sous la direction de Jacques Loew et Michel Meslin, Paris, Fayard, 1978.  — Recueil de textes choisis.
- Le merveilleux : l'imaginaire et les croyances en Occident, sous la direction de Michel Meslin, Paris, Bordas, 1984.
- L'expérience humaine du divin : fondements d'une anthropologie religieuse, Paris, Le Cerf, 1988.
- Les religions, la médecine, et l'origine de la vie, avec Alain Proust et Ysé Tardan-Masquelier, Paris, Odile Jacob, 2001.
- Quand les hommes parlent aux dieux : histoire de la prière dans les civilisations, sous la direction de Michel Meslin, Paris, Bayard, 2003.
- La quête de guérison : médecine et religions face à la souffrance, sous la direction de Michel Meslin, Alain Proust et Ysé Tardan-Masquelier, Paris, Bayard, 2006.
- Des mythes fondateurs pour notre humanité, Bruxelles, Éd. Complexe, 2007.
- L'homme et le religieux, préface d'Ysé Tardan-Masquelier, Paris, Champion, 2010.

## Distinctions

### Décorations
- Chevalier de la Légion d'honneur.
- Chevalier de l'ordre national du Mérite.
- Commandeur de l'ordre des Palmes académiques.
- Chevalier de l'ordre des Arts et des Lettres.
- Croix de Sant-Jordi de la Généralité de Catalogne.

### Récompenses
- Lauréat de l’Institut (grand prix Bordin de l’Académie des inscriptions et belles-lettres) (1969)
- Prix Louis-Marin de l’Académie des sciences morales et politiques (1973)
- Prix Halphen de l’Académie française (1979) pour Histoire de l’Église par elle-même
- Prix du Docteur-Binet-Sanglé de l’Académie Française (1985) pour Le merveilleux, l’imaginaire et les croyances en Occident
- Docteur honoris causa de l'Institut catholique de Paris (2003).